# Tomás de Azúa e Iturgoyen
Tomás de Azúa e Iturgoyen (Santiago 1700-Santiago 1757) fue abogado, fundador y posterior primer rector de la Real Universidad de San Felipe en Chile.

## Biografía
Tomás de Azúa e Iturgoyen fue hijo de Tomás Ruiz de Azúa Arsamendi y de María Iturgoyen Lisperguer y Amasa, quienes pertenecían a una familia acomodada de la nobleza colonial chilena. Sus estudios básicos los realizó en Lima y obtuvo un doctorado en Cánones y Leyes de la Universidad Nacional Mayor de San Marcos. En 1727 fue nombrado abogado por la Real Audiencia de Santiago, siendo comisionado para gestionar con la corona española la fundación de la Real Universidad de San Felipe.
Se casó con María Constanza Marín de Poveda y Azua.
Falleció en 1757, siendo enterrado en el convento de La Merced en Santiago.

## Fundación de la Universidad de San Felipe
Azúa tuvo la misión de gestionar la aprobación y los fondos para poder fundar la primera universidad de la colonia española en Chile. Para esto debió viajar hasta España para solicitar, mediante una Real Cédula, los permisos necesarios para comenzar la construcción de la universidad.
Tras la aprobación de la corona española, en el año 1738, la universidad no comenzó a funcionar hasta 1748 debido a los problemas de ubicación y los recursos que deberían solventar los gastos. En 1747 fue nombrado como rector de la Real Universidad de San Felipe.

## Fundación de la Casa de Moneda de Chile
Gestionó la instalación de la Real Casa de Moneda de Santiago de Chile con la corona española, aceptándose su instalación mediante la Real Cédula de Felipe V. Se instaló en 1749 y quedó a título perpetuo a Francisco García de Huidobro, quien era un mercader de la época.